# カイル・ブロフロフスキー
カイル・ブロフロフスキー（Kyle Broflovski）はアニメ「サウスパーク」に登場する人物である。

## 基礎データ
声 - 山口勝平、FOX版：林勇、無修正映画版：楠見薫、Netflix版：須田祐介 / 英 - マット・ストーン
性別：男性
人種：ユダヤ系アメリカ人
誕生日：5月26日
学年：小学3年生→小学4年生（8歳→9歳→10歳）
血液型：AB型RH-
体重：83ポンド（37.64kg）
嫌いな食べ物：バナナ
日本語吹き替え版での一人称：僕（稀に俺）
キャラクターのモデル：マット・ストーン

## 概要
ユダヤ系の家庭の子供のため周囲との文化の違いが見られる部分も多く、クリスマスやハヌカーの対比など、ユダヤに関する話題が出た話ではたいてい振り回される役柄。ユダヤ人ではあるが、キリストなど他の宗教に対しての理解もあり柔軟な思考を持ち合わせている。ユダヤ系である事や母親の事をからかうカートマンとは犬猿の仲であり、頻繁に罵り合っている。なお、モデルはマット・ストーン（Matt Stone）本人であり、両親の名前も実在のマットの両親と同一である。
性格は、穏やかで良識もあり成績優秀だが、神経質で理屈っぽい。また、キレやすく本気でキレた時はカートマンでさえ手に負えなくなる。自分がいじめられると絶望してその原因である人物を殺そうとしたり、学校自体を焼き払おうとするなど暴走行為に走る事も多い。特にテレンス&フィリップやMr.ハンキーの事になると誰よりも熱を上げる。初期はスタンと似たような性格だったが徐々に差別化がされ、スタンと比べると熱血的で神経質。また、綺麗好きでもある。シーズンが進むにつれて正義感が強くなり、カートマンの弱い者いじめや悪巧みには誰よりも批判的である（周囲がカートマンに加担していても）。罪悪感を感じやすく、第7シーズン3話で美術の先生の家にTP攻撃をしたことを後悔したり、第11シーズン7話でホームレスに20ドルを渡したりするなど（カートマン曰く「偽善者」）。スタンとは時々意見の相違から喧嘩をすることもあるが、一番の親友である。カートマンのことを極度に嫌っており、第5シーズン7話「成金カートマンとイボ痔のカイル」ではカートマンが祖母から莫大な遺産を受け取った時はあまりの悔しさで痔になって死にかけたうえ、信仰までなくした。だが嫌いながらもカートマンとつるんだり、彼の悪質な計画を最後まで阻止しようとしたりするなどなんだかんだで彼に付き合っている。また、かなりの博識で幅広い分野の事柄を辞書の丸暗記のように説明したりする。愚直で極端な行動に走る大人たちの姿を冷静に見ており、問題の根本を理解し解決する役を演じることが多い。第3シーズン10話「チンポコモン」で描かれるように、流行に鈍感で、去った後に熱烈にハマり馬鹿にされることもしばしば。一方で、SNSサイト、facebookにハマってしまうなど、一度熱中すると病みつきになる性分のようだ。また、暗示に掛かり易い純情な一面もあり、第4シーズン16話「恐怖の呪文“M”」では、両親に吹っ掛けられた無理難題を真に受けてキューバのカストロ議長へ手紙を送り、キューバの社会主義体制を終わらせるよう説得し成功している。また、自分と同じく秀才肌の女の子レベッカに一目惚れし、恋の病に陥ったことも。またカートマンの恋人とハイディを好きになり三角関係になった。
ブロッコリーのような天然パーマの赤毛がコンプレックスなのか、常に緑の防寒用の帽子を被っていて帽子を脱ぐ事を嫌い、自宅で眠る時やプールに入る時ですら外さない。（"イメチェン"を試みたときなど、何度か地毛を見せてはいるが）普段は、オレンジの上着と緑の手袋をしている。（サウスパークの原型となったキリストvs雪だるまでは黄色いベレー帽に黒手袋をはめ、緑の上着を着ていた。）
家は裕福で、象をペットとして購入した事もある。序盤は弟のアイクを蹴り飛ばして遊ぶ事もあったが、基本的には可愛がっており、第10シーズン10話で幼稚園の先生と駆け落ちをしようとするアイクを止めたり、第13シーズン8話で死んだ有名人の霊が見えるようになったアイクを心配するなど弟思いである。弟がいるためか面倒見はよく、第8シーズン6話では怪我をしたブランケットの手当てをしたり、彼の身を案じて家から連れ出そうとした。バスケット選手に憧れている。ファーストネームが同じカイル（カイルの母シーラの姉の息子）という、運動神経ゼロでガリ勉タイプのいとこがいる。
歌うシーンは多いがリズム感が悪く、曲に合わせてのダンスは苦手で、第3シーズン1話「恋するケニーの熱帯夜（Rainforest Schmainforest）」でカートマンからそれについて言及された。これは、ユダヤ人はリズム感が悪いという米俗説による設定である。ただし、明確な描写があったのは一度だけで、第13シーズン11話「Whale whores」では、カートマンのヴォーカルとケニーのドラムスに合わせてビデオゲームでギターを弾く姿を披露している。
第4シーズンの第7話「腎臓移植で鼻から牛乳」で糖尿病である事が判明、重度の腎臓疾患を発症したが、スタンがカートマンから騙し取った腎臓を使った移植手術で一命を取り留める。病気に侵されやすい体質で、学校を欠席することもしばしば。
初期では作品の終盤でそのエピソードのテーマをまとめて語るキャラクターとして定着しており、大半のエピソードではその回で学んだこと、感じたことを彼の口から語らせるのが一般的なオチの付き方であった。（ただし、必ずしもカイルだけが話をまとめる役割ではなく、内容ごとに適者がまとめるパターンも多い）。しかし、その後の傾向として、明確なまとめのパートがないまま話が終わったり、スタンがまとめをすることが多くなって、カイルが「まとめ」役を演じる方が少なくなった。ヒーローごっこ時の名前は「ヒューマン・カイト」。

## 欠席エピソード
- 第3シーズン

"Cat Orgy"（流星物語 ワイルド・ワイルド・カートマン）
- 第4シーズン

"Pip"（名作劇場 大いなるピップ）
- 第5シーズン

"Cripple Fight"（ティミーまじギレ!バリトゥード）
- 第10シーズン

"A Million Little Fibers"
- 第11シーズン

"More Crap"
- 第13シーズン

"Pinewood Derby"
- 第15シーズン

"Broadway Bro Down"（ブロードウェイ タイマン勝負）
- 第18シーズン

"Handicar"（ハンディカー）